# Kunjang (Ngancar)
Kunjang is een bestuurslaag in het regentschap Kediri van de provincie Oost-Java, Indonesië. Kunjang telt 5297 inwoners (volkstelling 2010).